# Pteropsyllus
Pteropsyllus är ett släkte av kräftdjur. Pteropsyllus ingår i familjen Tetragonicipitidae.
Släktet innehåller bara arten Pteropsyllus consimilis.